# Маріам Шенгелія
Маріам Шенгелія (груз. მარიამ შენგელია; нар. 14 травня 2002) — грузинська співачка. Представниця Грузії на Пісенному конкурсі Євробачення 2025 з піснею «Freedom».
Шенгелія також є учасницею грузинського музичного гурту Mix2ura.

## Біографія та кар'єра
Народилася 14 травня 2002 року в Мінгрелії, Грузія, однак до десяти років жила в Тбілісі. Згодом разом із родиною переїхала до міста Зугдіді. Ще з дитинства виявляла інтерес до співу та виступів. Навчалася у Тбіліській державній консерваторії, де вивчала вокал і теорію музики. На ранньому етапі творчості на неї впливали різні жанри — зокрема поп, соул та джаз.
У 2018 році Маріам Шенгелія здобула загальнонаціональне визнання як півфіналістка шоу X Factor Georgia. Наступного року посіла шосте місце на Geostar — конкурсі, який мав обрати представника Грузії на скасованому Євробаченні 2020. Також планувалося, що вона буде бек-вокалісткою Торніке Кіпіані з піснею «Take Me as I Am», який мав представляти країну на тогорічному конкурсі. У 2021 році Шенгелія дійшла до півфіналу четвертого сезону The Voice Sakartvelo, а у 2025 році посіла друге місце в грузинській версії шоу Танці з зірками — Tsekvaven Varskvlavebi.
14 березня 2025 року Грузинська суспільна телерадіокомпанія оголосила, що Маріам Шенгелія представлятиме Грузію на Пісенному конкурсі Євробачення 2025 у Базелі, Швейцарія з піснею «Freedom».

## Особисте життя

### Політичні погляди
Шенгелію критикували за публічну підтримку владної партії «Грузинська мрія» та участь у рекламних кампаніях і концертах, що її підтримують. Сама співачка заявила, що бере участь у концертах, аби донести своє головне послання — заклик до миру. За повідомленнями ЗМІ, раніше Шенгелія брала участь у протестах проти «Грузинської мрії» у 2023 році, а у 2022 році опублікувала на своїй сторінці у Facebook допис із вибаченням за дії грузинського уряду у зв'язку з російським вторгненням в Україну.

## Дискографія

### Сингли
- «Freedom» (2025)